# STS-51-A
STS-51-Aは、アメリカ航空宇宙局(NASA)のスペースシャトル計画の14回目の飛行であり、ディスカバリーの2回目の飛行である。このミッションは、1984年11月8日にケネディ宇宙センターから打ち上げられ、8日後の11月16日に着陸した。
STS-51-Aでは、初めて2つの通信衛星が放出され、さらに軌道上から2つの通信衛星を回収した。カナダのアニクD2及びSyncom IV-1衛星は、ディスカバリーの乗組員によってどちらも放出に成功した。一方、パラパB2及びWestar 6は、この年の早い時期に行われたSTS-41-Bで放出されたが、キックモーターの不具合により予定の軌道には入らず、STS-51-Aによって回収され、地球に戻った。

## 乗組員
- 船長 - フレディリック・ホーク（英語版） (2)
- 操縦手 - デヴィッド・ウォーカー（英語版） (1)
- ミッションスペシャリスト1 - A. フィッシャー (1)
- ミッションスペシャリスト2 - デール・ガードナー（英語版） (2)
- ミッションスペシャリスト3 - ジョセフ・アレン（英語版） (2)

## ミッションの概要
STS-51-Aは、1984年11月8日午前7時15分(EST)にフロリダ州のケネディ宇宙センターから打ち上げられた。STS-41-Gの打上げからは、まだ1ヵ月も経っていなかった。
1日前の打上げの試みは、大気上層の風の状態が変わりやすかったため、打上げ20分前に中止になった。
乗組員は、船長のフレデリック・ホーク、操縦手のデヴィッド・ウォーカー、ミッションスペシャリストのアンナ・リー・フィッシャー、デール・ガードナー、ジョセフ・アレンの5人であった。
ミッション2日目にはアニクD2、3日目にはSyncom IV-1の放出に成功した。
オービタはその後、パラパB2を回収するために、手動での一連の操縦が行われた。回収作業を行いやすくするため、両衛星の軌道は地上からの指令によって、高度約970kmから340kmに下げられた。ミッション5日目、ディスカバリーはパラパとランデブーを行った。ミッションスペシャリストのアレンとガードナーは船外活動を行い、"Stinger"と呼ばれる装置を用いて衛星を捕獲した。アレンが遠地点モーターノズルに装置を差し込むと、衛星の回転は1RPMまで低下したが、ロボットアームを操作するガードナーが掴み損ねた。そこでアレンは、ガードナーとフィッシャーの助けを受けて、手動で衛星を架台に取り付けた。この急造の捕獲作業には、2時間を要した。
1日後に行われたWestar 6の捕獲作業は難しくなかった。この時は、ガードナーが、アレンがパラパを回収したのと同じ方法を使って、容易に衛星を捕獲した。アレンの助けを借りて、彼はカーゴベイの架台に衛星を収容した。Westar 6の回収後、ガードナーは、さも故障した衛星を買ってくれる人を探しているように、冗談で"For Sale"と書かれた紙を掲げた。
STS-51-Aのミッションでは、Diffused Mixing of Organic Solutions (DMOS)実験も行われた。これは、3Mが資金を拠出する一連の包括的な有機及び高分子科学の実験の最初のものである。ミッドデッキで行われたこの実験は成功し、結果として得られた混合物の所有権は、3Mに委譲された。もう1つの実験である、放射線モニタリング実験も行われた。
STS-51-Aの次に命綱無しの船外活動が行われたは1994年になってからで、またManned Maneuvering Unitが使用された最後のミッションとなった。1994年、STS-64でセルフレスキュー用推進装置(SAFER)が試験され、NASAやソビエト連邦/ロシアの宇宙機関の全ての船外活動で、宇宙飛行士は何らかの方法で命綱を付けるようになった。
ディスカバリーの2回目のミッションは、1984年11月16日午前7時(EST)に、ケネディ宇宙センター第15滑走路に着陸して終わった。7日間と23時間45分で地球を126周した。ケネディ宇宙センターにスペースシャトルが着陸したのは3度目で、1984年のスペースシャトルのミッションとしては5度目で最後であった。

## 起床コール
NASAは、ジェミニ計画の時から、宇宙飛行士のために音楽を用い始め、アポロ15号の時に初めて起床用に音楽を使った。それぞれの曲は、しばしば宇宙飛行士の家族が選んだものえあり、個々の宇宙飛行士にとって特別な意味を持つか、日々の活動に適したものである。
| 日    | 曲                         | 歌手/作曲家          |
| ----- | -------------------------- | -------------------- |
| 2日目 | 『海兵隊讃歌』             |                      |
| 3日目 | 『夕陽のガンマンのテーマ』 | エンニオ・モリコーネ |

## ギャラリー

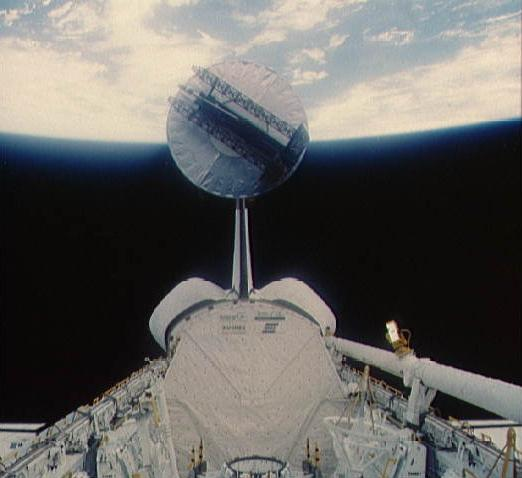
放出後のSyncom IV-1
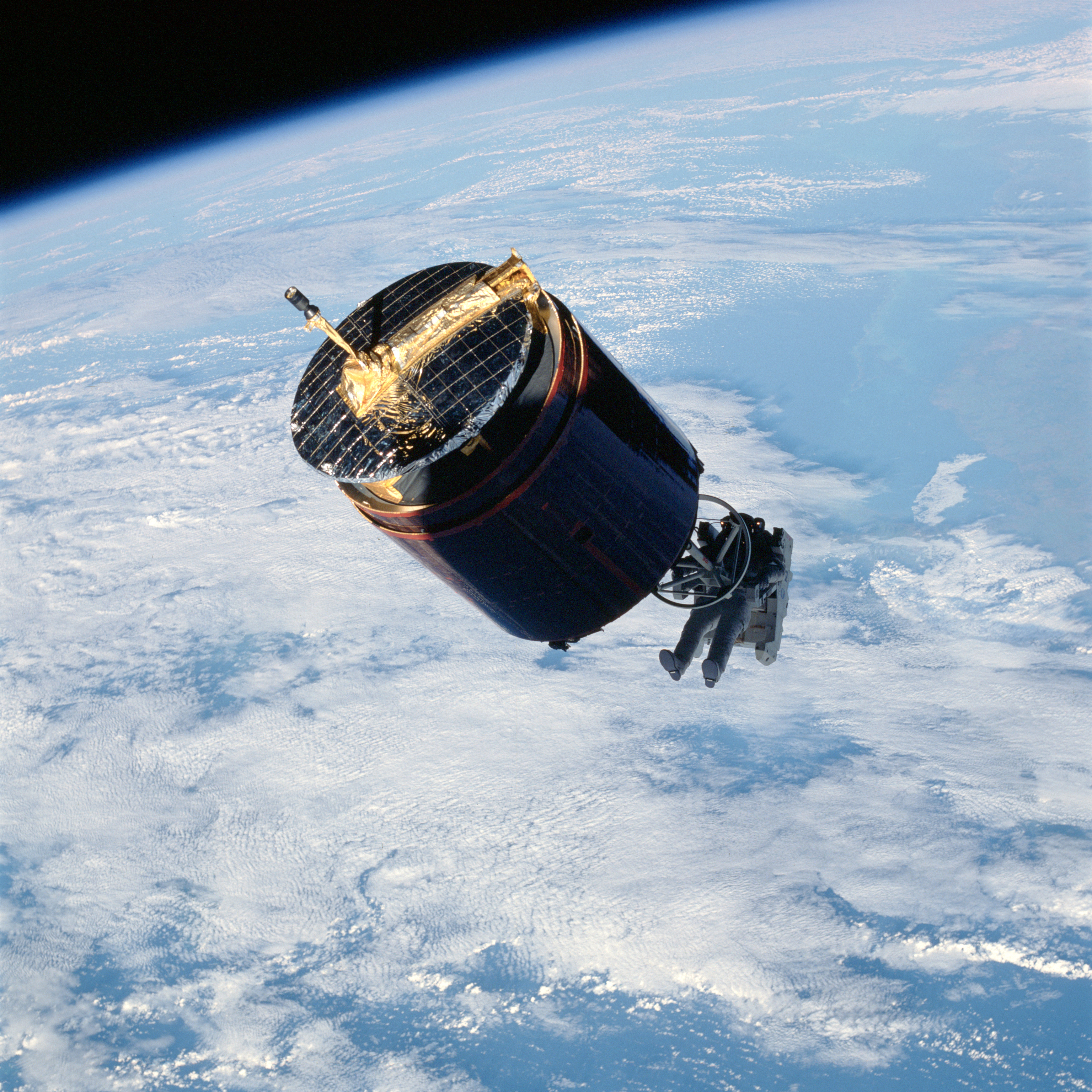
Westar 6を捕獲するガードナー
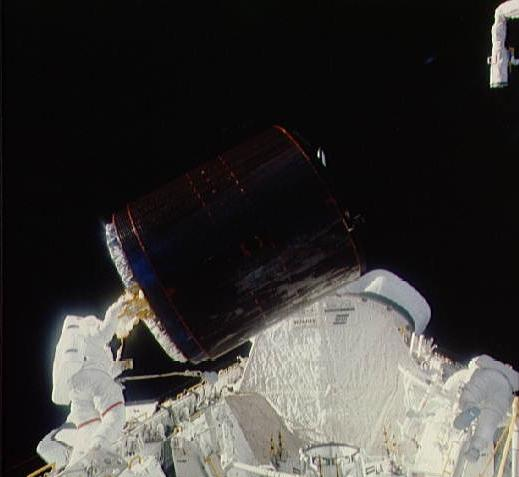
ペイロードベイ内のパラパB2